# Торупилли
То́рупилли (эст. Torupilli — «Волыночный») — микрорайон в районе Кесклинн города Таллина, столицы Эстонии. 

## География

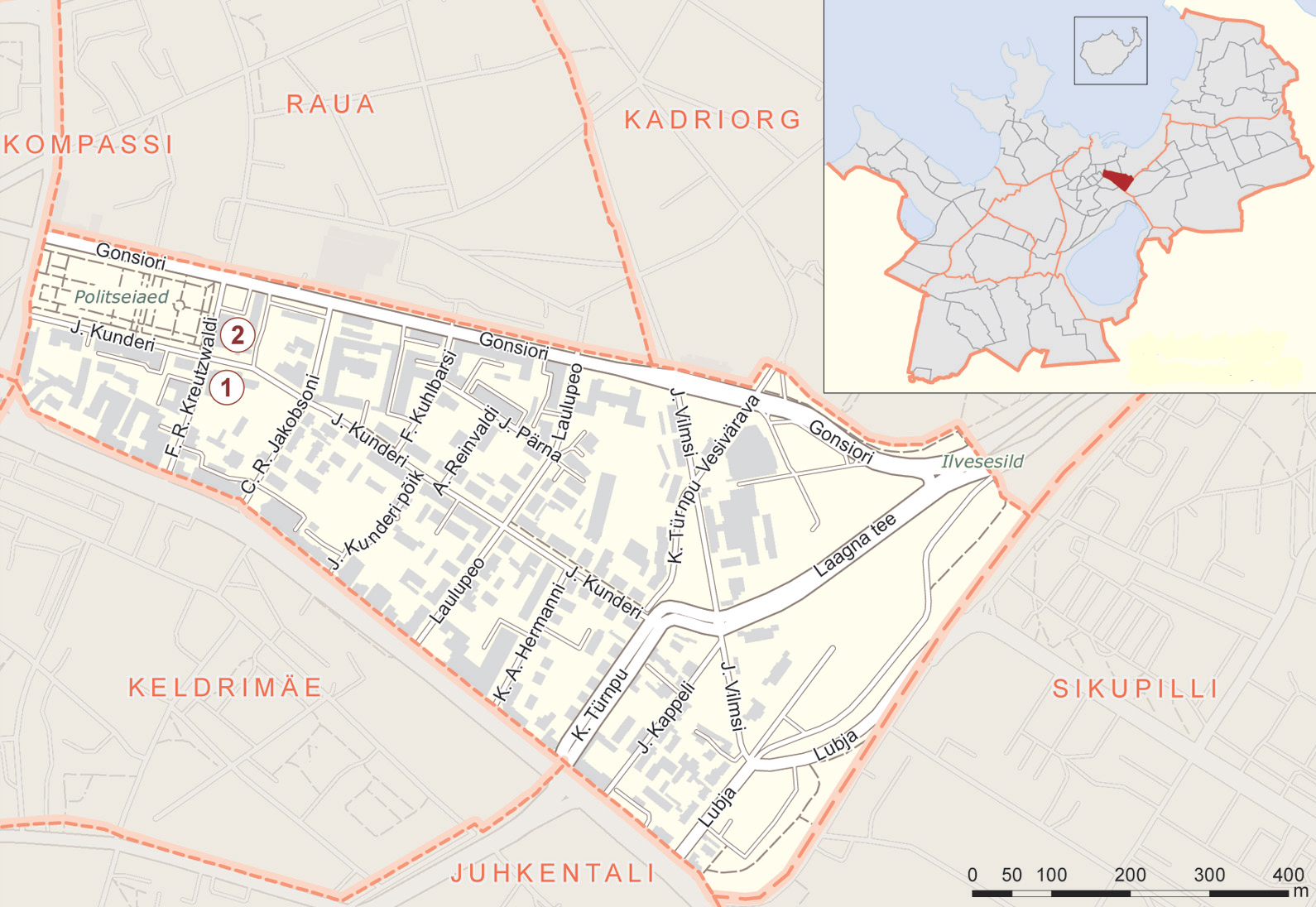
Карта микрорайона Торупилли

Расположен в центральной части Таллина. Граничит с микрорайонами Компасси, Рауа, Кадриорг, Сикупилли, Юхкентали и Келдримяэ. На границе с микрорайоном Кадриорг стоит пешеходный мост Ильвесесильд («Рысий мост»). Площадь микрорайона — 0,51 км². Плотность населения на 1 января 2023 года — 8378,4 чел/км².

## Улицы
По территории Торупилли пролегают улицы Гонсиори, Лаулупео, Якоба Пярна, Константина Тюрнпу, Карла Роберта Якобсона, Йоханнеса Каппеля, Фридриха Рейнгольда Крейцвальда, Фридриха Кульбарса, Юхана Кундера, Юхан Кундери пыйк, Лаагна, Лубья, Адо Рейнвальда, Везивярава, Юри Вильмса. На юго-западе микрорайон граничит с Тартуским шоссе.

## Население
| Численность населения микрорайона Торупилли на 1 января по данным Регистра народонаселения | Численность населения микрорайона Торупилли на 1 января по данным Регистра народонаселения | Численность населения микрорайона Торупилли на 1 января по данным Регистра народонаселения | Численность населения микрорайона Торупилли на 1 января по данным Регистра народонаселения | Численность населения микрорайона Торупилли на 1 января по данным Регистра народонаселения | Численность населения микрорайона Торупилли на 1 января по данным Регистра народонаселения | Численность населения микрорайона Торупилли на 1 января по данным Регистра народонаселения | Численность населения микрорайона Торупилли на 1 января по данным Регистра народонаселения |
| 2008                                                                                       | 2010                                                                                       | 2011                                                                                       | 2012                                                                                       | 2013                                                                                       | 2014                                                                                       | 2015                                                                                       | 2016                                                                                       |
| ------------------------------------------------------------------------------------------ | ------------------------------------------------------------------------------------------ | ------------------------------------------------------------------------------------------ | ------------------------------------------------------------------------------------------ | ------------------------------------------------------------------------------------------ | ------------------------------------------------------------------------------------------ | ------------------------------------------------------------------------------------------ | ------------------------------------------------------------------------------------------ |
| 3234                                                                                       | ↘3207                                                                                      | ↗3214                                                                                      | ↗3360                                                                                      | ↗3476                                                                                      | ↗3729                                                                                      | ↘3702                                                                                      | ↗3853                                                                                      |
| 2017                                                                                       | 2018                                                                                       | 2019                                                                                       | 2020                                                                                       | 2021                                                                                       | 2022                                                                                       | 2023                                                                                       |                                                                                            |
| ↗3912                                                                                      | ↗4160                                                                                      | ↘3777                                                                                      | ↗3958                                                                                      | ↗4121                                                                                      | ↗4229                                                                                      | ↗4273                                                                                      |                                                                                            |

## История
Микрорайон получил своё название по трактиру, стоявшему у Тартуского шоссе в конце XIX века, на вывеске которой был изображён волынщик. Этот трактир находился на территории современного микрорайона Келдримяэ.
В середине XVIII века в центре современного Торупилли располагались огороды служащих сухопутных и морских войск. На месте современной достопримечательности микрорайона — Полицейского сада (парка) — находился огород, который в 1939 году переделали в парк. Долгое время Торупилли не был застроен, этому препятствовали влажные земли.
В 1842 году на грунте по адресу Тартуское шоссе 55 были открыты термы и водолечебница Густава Эренбуша (Gustav Ehrenbusch). 
Плотная застройка у шоссе в 20-м столетии стала расширяться в сторону Кадриорга, чему способствовал рост численности населения, вызванный промышленной революцией.   

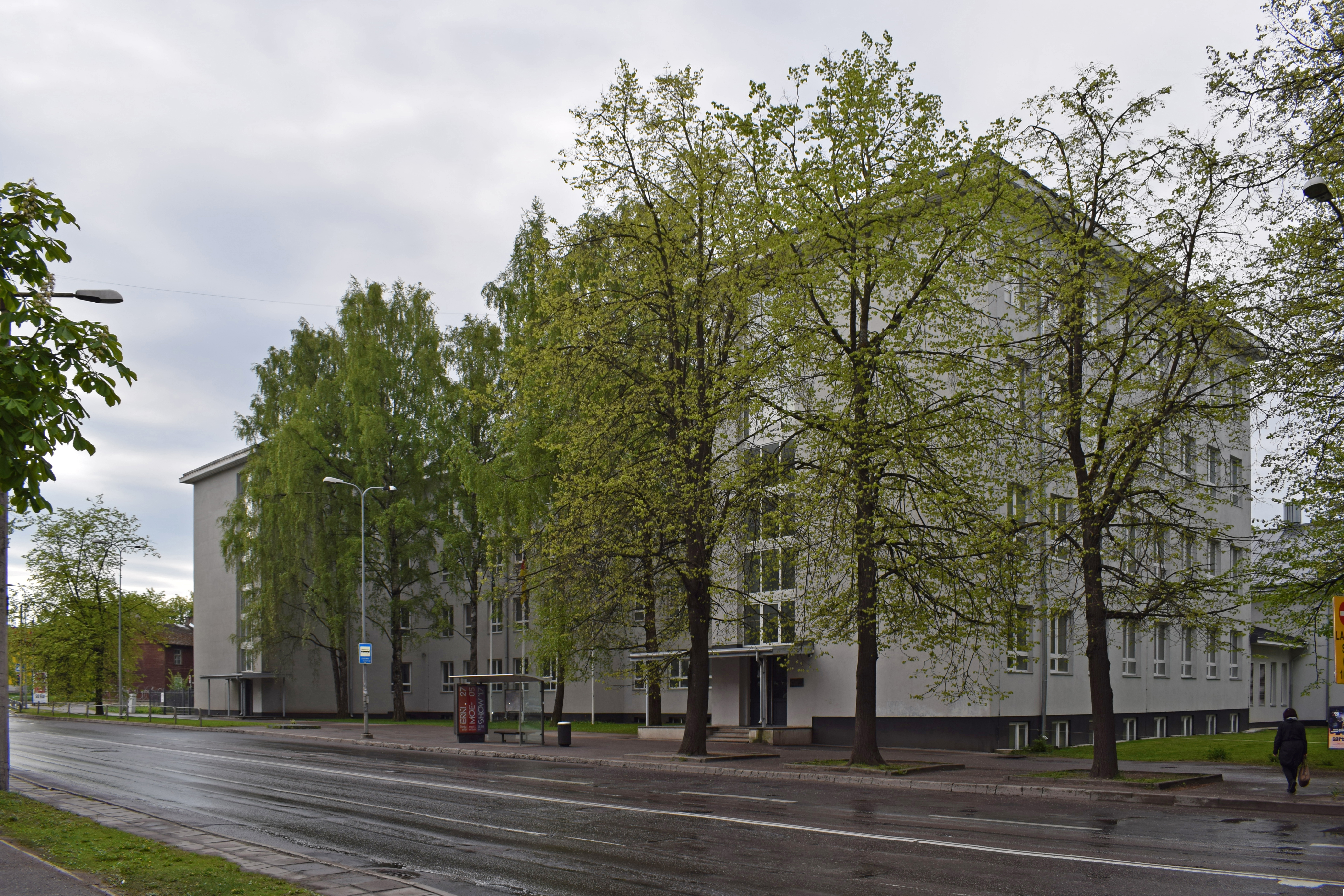
Кадриоргская Немецкая гимназия

В 1930-х годах Торупилли и Кадриорг слились вместе, а в качестве их границы появилась улица Гонсиори. Своё название она получила в честь адвоката Таллинской ратуши (1816–1828 гг.) и таллинского советника (1928 г.) Якоба Гонсиора.  
В 1935 году по проекту Герберта Йохансона рядом с оставшейся недостроенной Таллинской церковью Свободы (Tallinna Vabaduskirik) была построена Частная гимназия для девочек Эльфриды Лендер (Elfriede Lender) — красивое здание в стиле функционализма; в настоящее время это Кадриоргская Немецкая гимназия (Kadrioru Saksa Gümnaasium).  
В 1910 году на расположенных возле гимназии лугах был проведён VII Эстонский праздник песни, поэтому появившаяся здесь некоторое время спустя улица получила название Лаулупео (эст. Laulupeo tänav — улица «Певческого праздника»). 
На земле рядом со зданием гимназии в 19-м столетии находился молельный дом староверов и приют бедняков, а на месте школьного стадиона располагалось кладбище староверов.
В 1970 году на фундаменте церкви Свободы было возведено высокое здание гостиницы «Кунгла». В 2013–2016 годах на её месте был построен 13-этажный гостинично-увеселительный комплекс Hilton Tallinn Park Hotel, оператором которого является американская компания Hilton Worldwide.

## Главные объекты

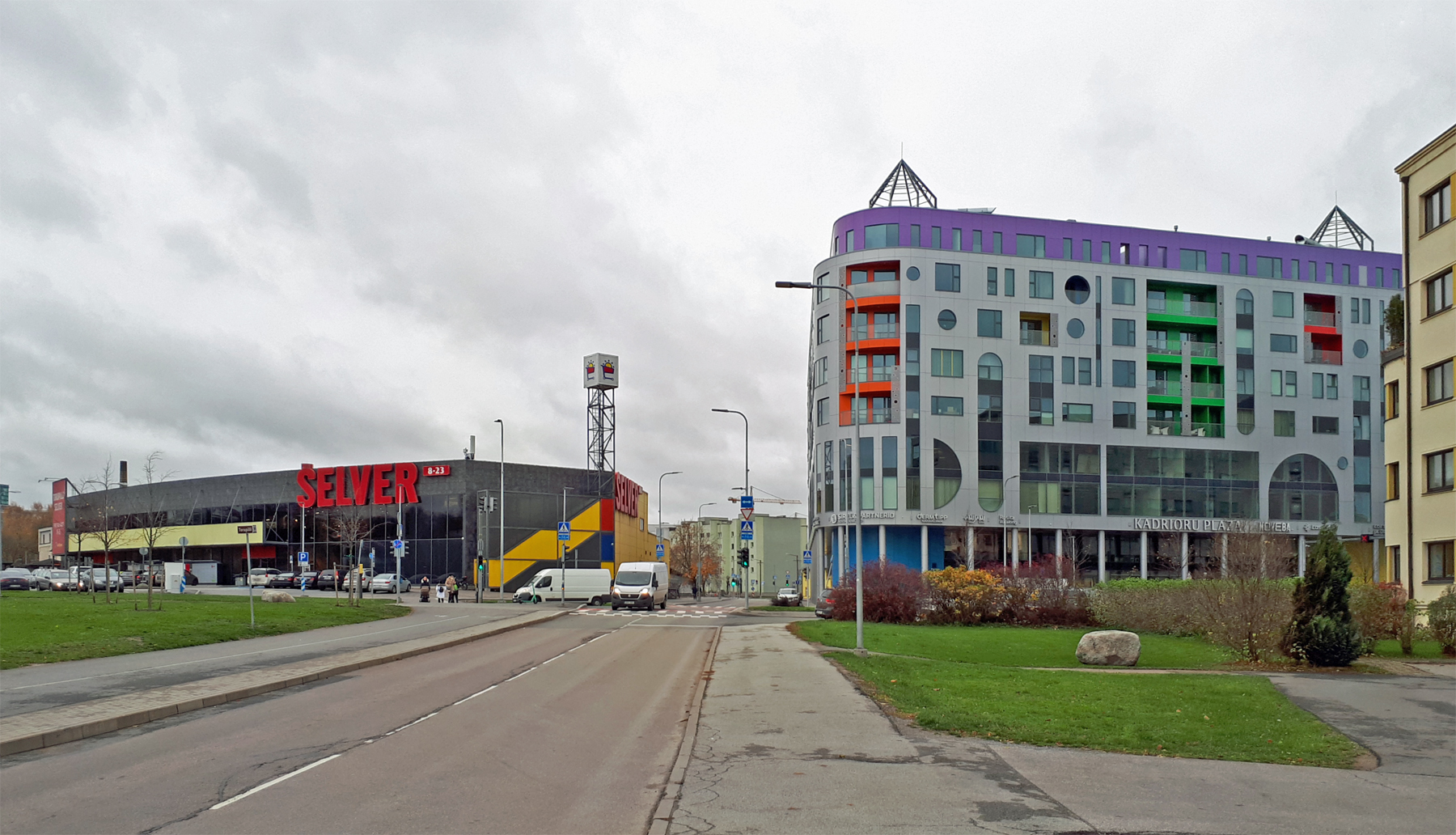
Супермаркет «Torupilli Selver» и здание «Kadrioru Plaza»

- Lubja tn 4 — Харьюский уездный суд[12];
- Fr. Kreutzwaldi tn 23 — 4-звёздочный отель «Hilton Tallinn Park»;
- Fr. Kreutzwaldi 25 — Таллинская Кесклиннаская Русская гимназия;
- Gonsiori tn 38 — Кадриоргская Немецкая гимназия[13];
- Vesivärava tn 50 — офисно-жилое здание «Kadrioru Plaza» в стиле ар-деко. Строительство завершено в начале 2020 года;
  - художественная галерея «Kadrioru Plaza Galerii»[14];
- Vesivärava tn 37 — супермаркет «Torupilli Selver» торговой сети «Selver»;
- Tartu mnt 49 — магазин торговой сети «Maxima»;
- Полицейский парк.

## Общественный транспорт
В Торупилли курсируют городские автобусы маршрутов № 9, 31, 42, 46, 55 и 67.

## Галерея

Микрорайон Торупилли
Отель «Hilton Tallinn Park Hotel»
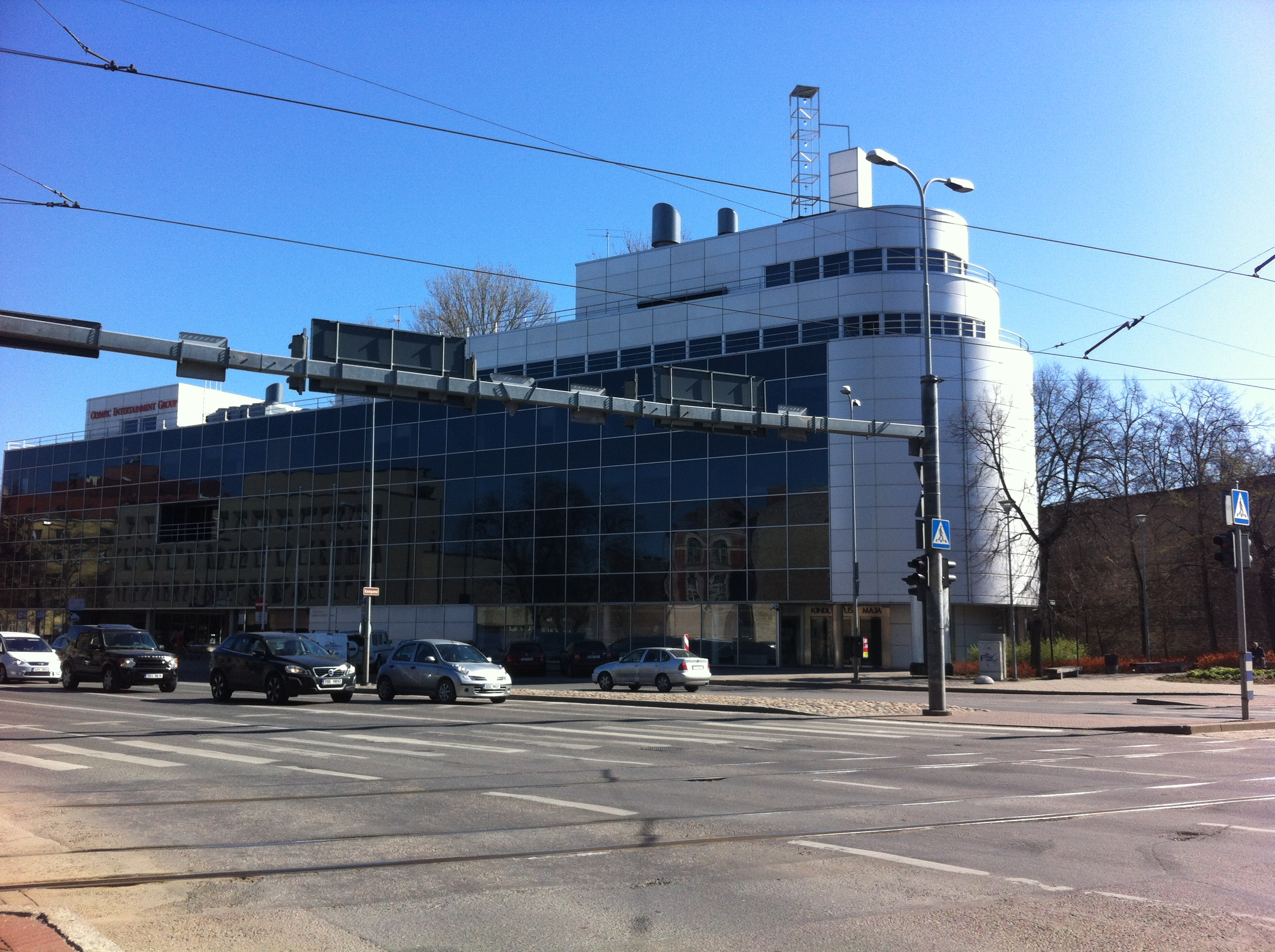
Улица Пронкси, д. 19
Мурал Гуйдо ван Хелтена[англ.], Тартуское шоссе, д. 71
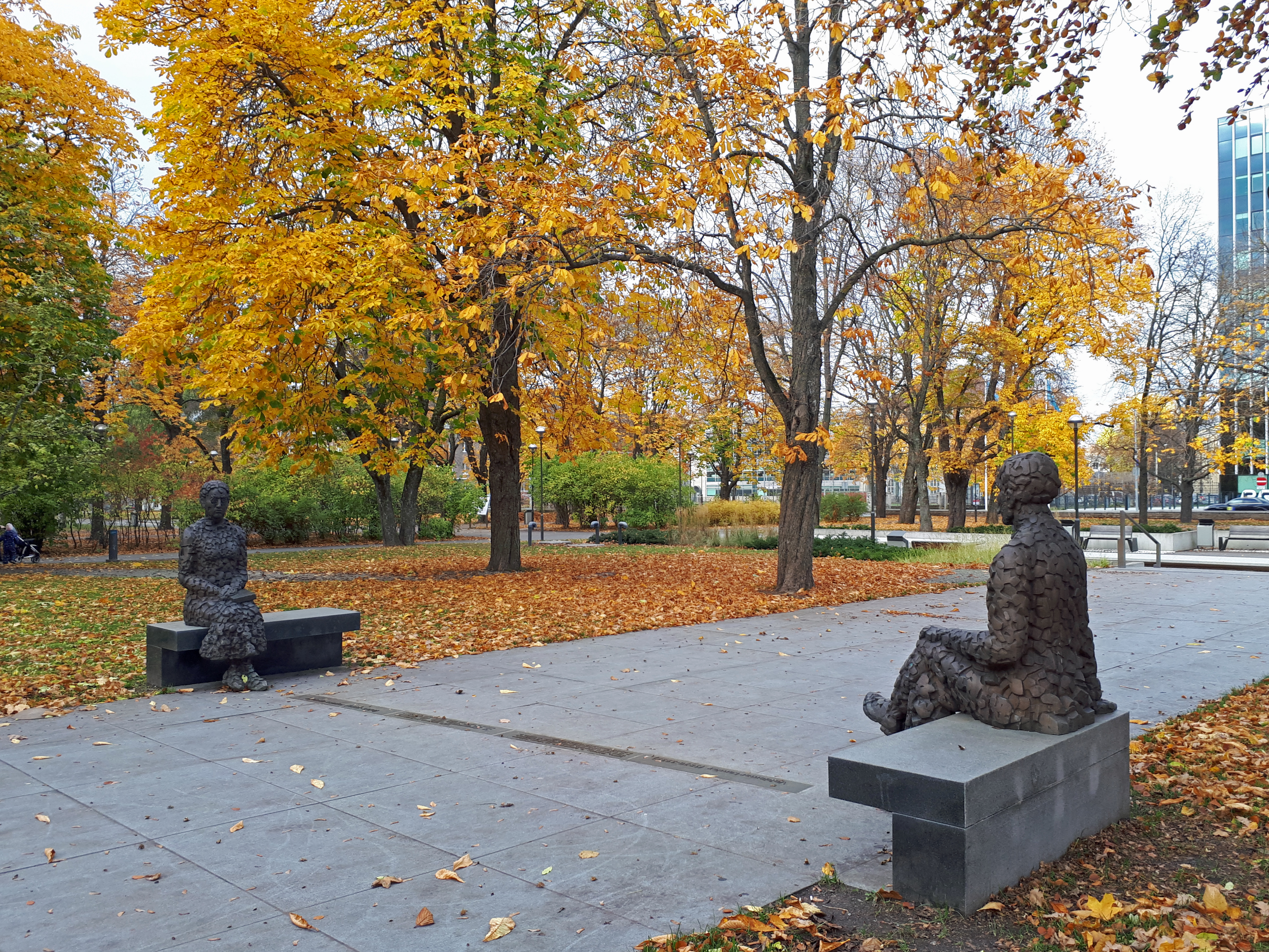
Полицейский парк
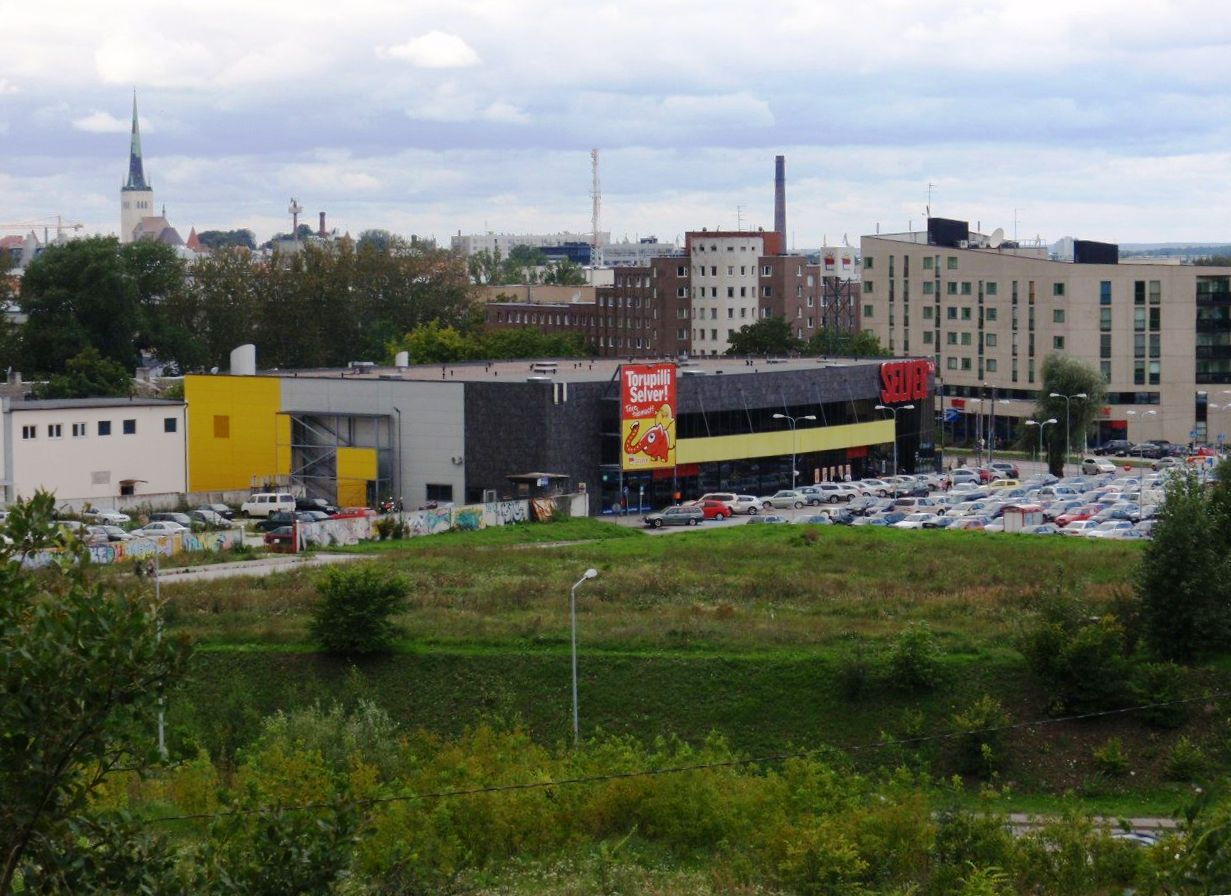
Супермаркет «Torupilli Selver»